# コーダ (音楽)

コーダ記号

コーダ（coda）は、楽曲において独立してつくられた終結部分をいい、しばしば主題部とは違う主題により別につくられているものを指す。また、元来は「尾」を意味する語で、ラテン語のcaudaに由来する。日本語では「結尾部」「結尾句」「終結部」などとも記される。小規模なコーダはコデッタ（codetta、日本語では「小結尾部」とも）と呼ばれる。記述方法は、円に飛び出した十字であり、十字の端のＴ字状の棒や太字の円はセリフ(装飾)であり、記述の上での必須事項では無い。
クラシック音楽においては、次のようなパターンが多くみられる。
ソナタ形式
提示部→展開部→再現部+コーダ
提示部の最後にも置かれることがある。特にソナタ形式においては、モーツァルトの後期作品（例：交響曲第41番「ジュピター」）以降、それまでの主題を展開させるなどの技法を用い、充実したものとなっていった。
ロンド形式
ABACA+コーダ
三部形式
ABA+コーダ

## 文字コード
| 記号 | Unicode | JIS X 0213 | 文字参照            | 名称                |
| ---- | ------- | ---------- | ------------------- | ------------------- |
| 𝄌    | U+1D10C | -          | &#x1D10C; &#119052; | MUSICAL SYMBOL CODA |